# European Nations Cup Tweede Divisie 1999/00
De European Nations Cup Tweede Divisie 2000 is het eerste seizoen van de Tweede Divisie van de Europe Nations Cup, het op een na hoogste niveau in de ENC.
De landen in de Tweede Divisie spelen een halve competitie om het Tweede Divisie-kampioenschap. De winnaar promoveert naar de Eerste Divisie.

## Puntensysteem
Teams kunnen als volgt punten verdienen:
- 3 punten voor een overwinning
- 2 punten voor een gelijkspel
- 1 punt voor een verloren wedstrijd
- 0 punten voor terugtrekking van een wedstrijd

## Stand

### Eindstand
| #  | Team       | GW | Win | Gel | Ver | Pnt | Voor | Tegen | Saldo |
| -- | ---------- | -- | --- | --- | --- | --- | ---- | ----- | ----- |
| 1. | Rusland    | 4  | 4   | 0   | 0   | 12  | 267  | 18    | 249   |
| 2. | Kroatië    | 4  | 3   | 0   | 1   | 9   | 105  | 36    | 69    |
| 3. | Oekraïne   | 4  | 1   | 0   | 3   | 6   | 54   | 135   | -81   |
| 4. | Denemarken | 4  | 1   | 0   | 3   | 6   | 78   | 188   | -110  |
| 5. | Duitsland  | 4  | 1   | 0   | 3   | 6   | 56   | 183   | -127  |

#### Legenda
| Kleur | Kwalificatie voor                 |
| ----- | --------------------------------- |
|       | Kampioen, promotie naar Divisie 1 |

## Wedstrijden
| 18 september 1999 | Rusland | 71 - 5 | Oekraïne | Krasnodar |
| 18 september 1999 |         |        |          | Krasnodar |

| 24 oktober 1999 | Denemarken | 19 - 23 | Oekraïne | Aalborg |
| 24 oktober 1999 |            |         |          | Aalborg |

| 13 november 1999 | Kroatië | 42 - 13 | Denemarken | Makarska |
| 13 november 1999 |         |         |            | Makarska |

| 2 april 2000 | Oekraïne | 17 - 20 | Duitsland | Odessa |
| 2 april 2000 |          |         |           | Odessa |

| 16 april 2000 | Rusland | 89 - 6 | Duitsland | Krasnodar Toeschouwers: 2.000 |
| 16 april 2000 |         |        |           | Krasnodar Toeschouwers: 2.000 |

| 30 april 2000 | Duitsland | 11 - 38 | Kroatië | Hamburg |
| 30 april 2000 |           |         |         | Hamburg |

| 7 mei 2000 | Duitsland | 19 - 39 | Denemarken | Varel |
| 7 mei 2000 |           |         |            | Varel |

| 13 mei 2000 | Denemarken | 7 - 104 | Rusland | Kopenhagen |
| 13 mei 2000 |            |         |         | Kopenhagen |

| 14 mei 2000 | Kroatië | 25 - 9 | Oekraïne | Makarska |
| 14 mei 2000 |         |        |          | Makarska |

| 21 mei 2000 | Rusland | 3 - 0 | Kroatië | Krasnoiarsk |
| 21 mei 2000 |         |       |         | Krasnoiarsk |